# دن کرشنر
دن کرشنر (انگلیسی: Don Kirshner؛ ۱۷ آوریل ۱۹۳۴ – ۱۷ ژانویهٔ ۲۰۱۱) یک تهیه‌کننده موسیقی، و ترانه‌سرا اهل ایالات متحده آمریکا بود.